# 福岡県道806号吉井久留米自転車道線
福岡県道806号吉井久留米自転車道線（ふくおかけんどう806ごう よしいくるめじてんしゃどうせん）は、福岡県うきは市から久留米市に至る一般県道（自転車道）である。

## 概要
全線が自転車道に指定されており、福岡県の県道では最後の路線に指定されている。筑後川自転車道とも呼ばれている。
筑後川河川敷を利用して久留米・うきは間を移動することができるが、筑後川が大雨等で増水した場合は河川敷にまで水が達する場合がある。この場合は自転車道を使うことが出来ずに堤防沿いを通ることになる。

### 路線データ
- 起点：福岡県うきは市吉井町桜井（福岡県道81号久留米浮羽線上、福岡県道749号保木吉井線交点）
- 終点：福岡県久留米市東櫛原町（福岡県道88号久留米小郡線交点）

## 地理

### 通過する自治体
- 福岡県
  - うきは市 - 久留米市

### 沿線
- 筑後川